# مومونجا
مومونجا هي أحدى شخصيات إنمي ومانغا ون بيس، كان أحد نواب الإدميرالات الخمسة اللذين قادوا «الباستر كول» في إنيس لوبي، وهو مقاتل بارع و قوي.